# Centropus sinensis
El cucal chino (Centropus sinensis) es una especie de ave cuculiforme de la familia Cuculidae que vive en Asia. Está ampliamente extendido desde la India hasta el sur de China e Indonesia. Se divide en varias subespecies, y algunas de ellas son consideradas especies aparte por algunos. Es un ave de tamaño considerable de color negro, con alas castañas y larga cola. Se encuentra en una gran variedad de hábitats desde la jungla hasta los campos de cultivo y los jardines. No vuela ágilmente y a menudo se le observa trepando y andando por el suelo buscando insectos, huevos y polluelos de otras aves para alimentarse. Tienen un característico canto resonante que se asocial con los augurios en muchas partes de su área de distribución.

## Descripción

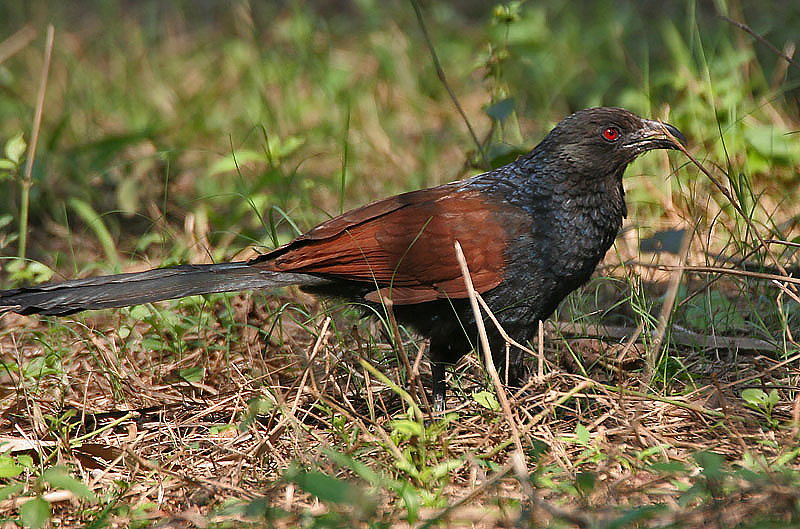
Subespecie nominal en Kolkata

Mide alrededor de 48 cm de largo. Su cabeza, manto superior y partes inferiores son negros con brillos morados. La parte inferior de la espalda y las alas son de color castaño. No presenta vetas claras en las coberteras. El iris de sus ojos es rojo o castaño. Los juveniles son negruzcos y con motas claras en el píleo y listas y vetas blanquecinas en las partes inferiores y la cola también listada. Hay varias razas y algunas de estas poblaciones son consideradas especies aparte por algunos. Entre ellas se encuentra C. (s.) andamanensis. Rasmussen & Anderton (2005) sugiere que la subespecie parroti que se encuentra en la India peninsular podría ser una especie aparte. La raza intermedius de Assam y Bangladés es más pequeña que la nominal que se encuentra en la zona al sur del Himalaya. El canto de las distintas razas varía considerablemente. Race parroti del sur de la India tiene la cabeza negra y las partes inferiors tienen brillos azules, y tienen algo de parduzco en el rostro y garganta. Ambos sexos tienen un plumaje similar aunque las hembras son ligeramente más grandes.
Se han registrado ejemplares con leucismo.

### Subespecies y distribución

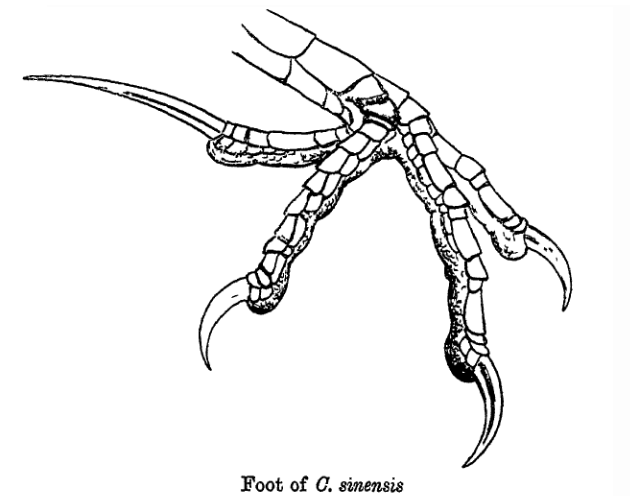
Es característico del género el dedo posterior largo y recto.

La subespecie nominal se encuentra desde el valle del Indo por las estribaciones del Himalayatodos, los altiplanos del Ganges, las faldas de las montañas de Nepal , Assam y Bután, hasta el sur de China (Guangxi, Zhejiang, Fujian).
- C. s. parroti (Stresemann, 1913) se encuentra en la India peninsular (Maharashtra, Madhya Pradesh, Orissa y más al sur). La parte superior de su espalda es negra y los juveniles no tienen listas en las alas.[7]
- C. s. intermedius (Hume, 1873) es de tamaño más pequeño y se encuentra desde Bangladés, Cachar occidental, por Birmania y los montes Chin de China (Yunnan, Hainan), Tailandia, Indochina y el norte de la península malaya.[7]
- C. s. bubutus (Horsfield, 1821) se encuentra en la parte sur de la península malaya y las islas de Sumatra, Nías, Mentawai, Java, Bali, Borneo y la Filipinas occidentales (Balabac, Mapun y Palawan). Sus alas son de un castaño más claro.[7]
- C. s. anonymus (Stresemann, 1913) se encuentra en las Filipinas suroccidentales (Basilán y archipiélago de Joló) y es más pequeña y de alas más oscuras que bubutus.[7]
- C. s. kangeangensis (Vorderman, 1893) se encuentra en las islas Kangean. Esta subespecie tiene fases de plumaje claro y oscuro.[7]

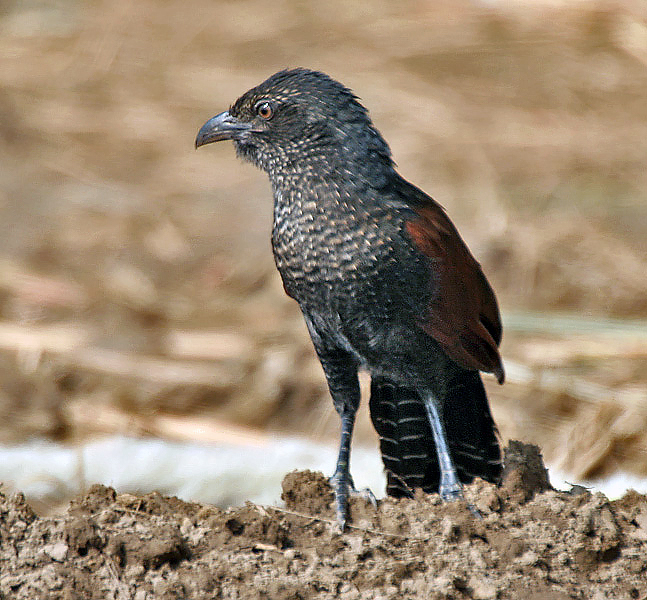
Inmaduro de la subespecie nominal con su plumaje listado y veteado, en Haryana, India

Los polluelos al eclosionar tienen la piel negra y un flequillo de plumón blanco piloso sobre los ojos y el pico. El centro de su vientre es rosado y su mandíbula superior es negra con la punta rosa. Su iris es marrón, el interior de su boca amarillo y sus patas de color pardo grisáceo.
Los juveniles de la subespecie parroti tienen las partes inferiores de color negro mate sin marcas (a diferencia de las demás subespecies que las tienen listadas) y con las alas de color marrón más oscuro. La subespecie bubutus que se encuentra en el sudeste asiático tiene un canto característico. Algunos individuos de los Ghats Occidentales son muy similares en tamaño al cucal bengalí (Centropus bengalensis) aunque tienen el pico más corto y grueso, la cola más corta, las puntas de sus alas se extienden más allá de las terciarias, los ojos oscuros y la cola tiene un brillo verdoso/broncíneo. Las hembras de la subespecie parroti desarrollan coberteras de las alas grisáceas y negruzcas entre noviembre y enero y en el límite norte de esta raza que está en las planicies de Punjab presenta formas intermedias con las subespecies del norte.

## Comportamiento

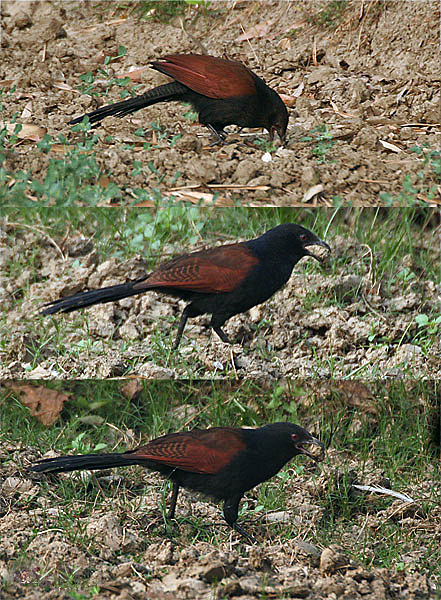
Secuencia picando una concha de caracol en Kolkata, India.

El cucal chino se alimenta de una amplia variedad de insectos, orugas y pequeños vertebrados como las víboras. Se sabe que también comen los huevos de otras aves y sus pollos, frutos y semillas. En Tamil Nadu se alimentan principalmente de caracoles Helix vittata. También se alimentan de los frutos tóxicos de la Thevetia peruviana (Yellow Oleander). En los cultivos de palma aceitera cultivation se consideran una plaga por su costumbre de comerse la pulpa de los frutos maduros.

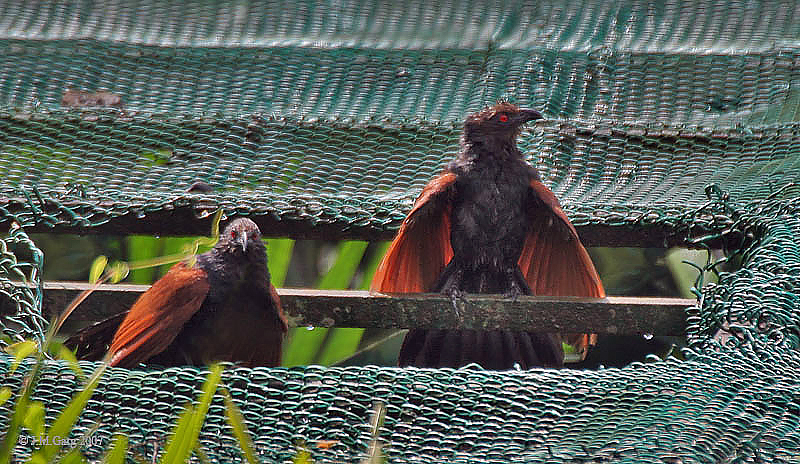
Ejemplares tomando el sol en (Bengal Occidental, India).

Suelen asolarse por las mañanas en solitario o por parejas en lo alto de la vegetación con sus alas extendidas. Se ha determinado que el territorio de una pareja reproductora ocupa entre 0,9 y 7,2 ha (principalmente unas 3,8 ha). Son más activos en las horas cálidas de la mañana y de finales de la tarde.
Su canto es un repetido cup-cup-cup con algunas variaciones y duetos entre individuos. Cuando cantan a dúo las hembras tienen un tono más bajo. Entre otras llamadas se incluye un rápido "lotok, lotok ...", un penetrante grito de advertencia en forma de "skiaaaw" y una especie de silbido de amenaza.

### Reproducción

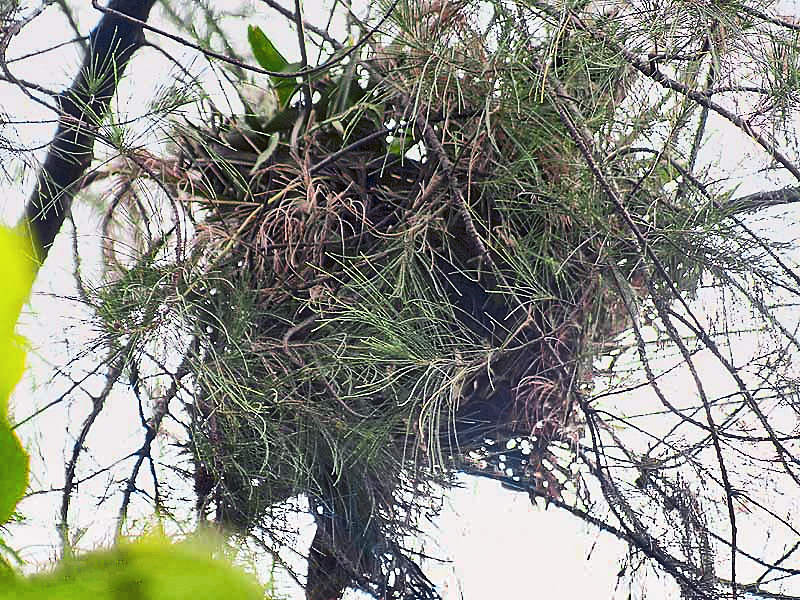
Nido en un pino.

La época de cría se produce tras los monzones en el sur de la India aunque varía en otras partes de su área de distribución se produce principalmente entre junio y septiembre.
Los cucales chinos son monógamos, y entre los rituales de su exhibición de cortejo se incluyen persecuciones por el suelo y que el macho obsequie a la hembra con comida. La hembra suele bajar su cola y dejar caídas las alas en señal de aceptación. El nido es construido principalmente por el macho aunque ambos miembros de la pareja participan en la construcción y tardan entre tres y ocho días. El nido tiene forma de cuenco profundo con techo escondido entre la marañas de enredaderas, matas de bambú o Pandanus. Pueden llegar a construirlo hasta a 6 metros del suelo y suelen poner entre 3 y 5 huevos. Los huevos (de 36–28 mm y un peso medio de 14,8 g ) son blanquecinos con un brillo amarillo. Los huevos tardan entre 15–16 días en incubarse. Los polluelos tardan entre 18–22 días en desarrollarse. En un estudio en el sur de la India se encontró que el 77% de los huevos eclosionaban y el 67% llegaban a desarrollarse. Los nidos con huevos a veces son abandonados o saqueados por los cuervos de la jungla (Corvus macrorhynchos).
Haemosporidia cercanamente emparentada con la que causa la malaria humana ha sido encontrada en sus glóbulos rojos. Se ha descrito la presencia de una especie, Haemoproteus centropi, en cuculiformes como Clamator jacobinus y Centropus sinensis y es extendida por los mosquitos. Se han encontrado garrapanas inmaduras del género Haemaphysalis en los cucales chinos.

## En la cultura
Esta ave se asocial con varias creencias y supersticiones. Su grave canto se asocial con los espíritus y augurios.
En la época de la India británica se recoge que algunos reclutas novatos los confundían con faisanes y tras dispararlos descubrían que su sabor era desagradable.
Tradicionalmente se creía que su carne curaba la tuberculosis y otras enfermedades pulmonares.